# Pogradeci vár
A pogradeci vár (albán Kalaja e Pogradecit) ókori eredetű várrom Albánia délkeleti részén, az Ohridi-tó déli partján, Pogradec város északnyugati határában. Eredetileg valószínűleg az illírekhez kötődő, a fénykorát az i. e. 3–2. században élt település védműve volt, amelyet a 10. században a bizánciak kifejezetten hadászati céllal újjáépíttettek. A feltételezések szerint a 12. században elveszítette jelentőségét.

## Története
Az Ohridi-tó deli partvidékét az őskor óta lakta az ember, a vaskorban pedig a mai Pogradec tágabb környéke az illírek enkhele törzsének szállásterületéhez tartozott. Az általuk alapított Enkhelanai városát egyes források Pogradeccel azonosítják. A régészeti ásatások alapján annyi tudható bizonyosan, hogy a mai város északnyugati szélén magasodó Vár-hegyen (Maja e Kalasë) a vaskorban egy erődített település alakult ki feltehetően az i. e. 5. századot követő időszakban. A leletek megnövekedett száma arra utal, hogy az i. e. 4. században már kisebb agglomerációs központ lehetett, amely fénykorát az i. e. 3–2. században, azaz az Illíria római leigázását megelőző időszakban élte. Bár ezt követően a település jelentősége leáldozott, a vár területe lakott volt az i. sz. 1–3. században és az ókor végén is. A legkésőbbi leletek között II. Iusztinianosz bizánci császár (ur. 685–695, 705–711) által veretett érméket is találtak, ezt követően az erődített település valószínűleg elnéptelenedett.
A 10. században, különösen I. Ióannész bizánci császár uralkodása alatt (969–976) több várat újjáépíttettek a régióban, köztük a pogradecit is. Ez a vár kizárólag hadászati létesítmény lehetett, mert maga a település ezzel egy időben a hegy lábánál, a tóparti síkon alakult ki. Erre utal egyébként a város mai, szláv eredetű neve is, amelynek jelentése ’vár alatti’. Az elkövetkező századokban a vár elromosodott, pusztulása vélhetően a második Bolgár Birodalom 12. századi terjeszkedéséhez köthető. A környék népe ezt követően csak mint középkori várromot tartotta számon, amikor az 1969 és 1973 között Skënder Anamali vezette régészeti feltárások során fény derült ókori eredetére. 2011 és 2019 között szerepelt az UNESCO világörökségi javaslati listáján mint a már meglévő Ohrid-régió elnevezésű kulturális-természeti helyszín kiterjesztése.

## Régészeti leírása
A 898 méteres tengerszint feletti magasságú Vár-hegyről már a rendszeres régészeti kutatómunka megkezdése előtt is előkerültek antik kváderkövek, karkötők, bronzfibulák, fekete alakos szküphoszok, amelyeket analógiák alapján az i. e. 5–3. századra kelteztek a szakemberek. Az 1969-ben megindult ásatások során feltárták az eredeti ókori fal két szakaszát, valamint egy négyszögletes alaprajzú torony alapjait. A kissé szabálytalan és durván megmunkált kövekből felrótt falak szélessége 1,4 és 1,8 méter között mozog, a nagyobb építőkövek közötti hézagokat kisebb kövekkel, kavicsokkal, valamint téglaporból és kőtörmelékből készített kötőanyaggal töltötték ki. A tárgyi leletanyag legkorábbi rétegeit görög mintájú szürkeedények, mázas feketeedények, szküphoszok és kotülék alkotják, a későbbi leletek között pedig megszaporodtak a helyi mesterjegyekkel ellátott edénytöredékek is.